# فلادو شابليتش
فلادو شابليتش مواليد 22 مارس 1962 في سراييفو، جمهورية يوغوسلافيا الاشتراكية الاتحادية، هو لاعب كرة قدم بوسني سابق كان يلعب كمدافع. فاز بميدالية أوليمبية في مسابقة كرة القدم.

## المسيرة الاحترافية

### أندية لعب لها
- نادي جيلييزنيتشار ساراييفو
- نادي بارتيزان
- نادي دينامو زغرب

## روابط خارجية
- فلادو شابليتش على موقع الاتحاد الدولي (مؤرشف)  (الإنجليزية)
- فلادو شابليتش على موقع قاعدة بيانات كرة القدم.إي يو (الإنجليزية)
- فلادو شابليتش على موقع ناشيونال فوتبول تيمز (الإنجليزية)
- فلادو شابليتش على موقع عالم كرة القدم.نت (الإنجليزية)
- فلادو شابليتش على موقع أوليمبيديا (الإنجليزية)